# Sandro Mamukelashvili
Alexander "Sandro" Mamukelashvili (Georgiano: ალექსანდრე "სანდრო" მამუკელაშვილი; Nova Iorque, 23 de maio de 1999) é um jogador georgiano-americano de basquete profissional que atualmente joga no Toronto Raptors da National Basketball Association (NBA).
Ele jogou basquete universitário no Seton Hall e foi selecionado pelo Indiana Pacers como a 54 escolha geral no Draft da NBA de 2021 e foi imediatamente trocado para o Milwaukee Bucks. Em 2025, após o fim da temporada, ele se tornou agente livre, assim assinando com o Toronto Raptors, um contrato de US$ 5,5 milhões em 2 anos.

## Início da vida e carreira no ensino médio
Mamukelashvili nasceu na cidade de Nova York e cresceu em Tbilisi, Geórgia, depois de se mudar para o país quando era bebê. Ele é fluente em inglês, georgiano, russo e italiano. Sua avó, Ira Gabashvili, era membro da seleção soviética de basquete feminino. O irmão mais velho de Mamukelashvili, David, o apresentou ao basquete ainda jovem, e Sandro cresceu idolatrando o jogador georgiano Zaza Pachulia. Ele estava em Chicago visitando sua tia, a notável pianista Eteri Andjaparidze, quando a Guerra Russo-Georgiana estourou em agosto de 2008.
Quando tinha 14 anos, Mamukelashvili mudou-se para Biella, Itália, para cursar o ensino médio. Ele competiu nas equipes sub-17, sub-18 e sub-19 e ajudou as equipes a terminar em terceiro lugar nas finais nacionais. Mamukelashvili disse que a mudança para a Itália foi difícil, mas seu clube e o técnico Federico Danna fizeram todo o possível para ele. Em 2016, ele se mudou para os Estados Unidos para frequentar a potência do basquete Montverde Academy, onde jogou ao lado de RJ Barrett. Enquanto estava em Montverde, Pachulia tornou-se um mentor para Mamukelashvili e o apresentou a vários jogadores como Stephen Curry.
Em 20 de abril de 2017, Mamukelashvili se comprometeu a jogar basquete universitário na Universidade de Seton Hall. Ele escolheu a universidade porque seu treinador do ensino médio, Kevin Boyle, tinha um bom relacionamento com o treinador do Seton Hall, Kevin Willard, e seu irmão David morava nas proximidades.

## Carreira universitária
Como calouro, Mamukelashvili teve médias de 2,6 pontos, 1,9 rebotes e 0,5 bloqueios e ajudou a sua equipe a chegar à segunda rodada do Torneio da NCAA. Seu melhor jogo como calouro foi contra Xavier em 14 de fevereiro de 2018, quando registrou 17 pontos e 7 rebotes. Em seu segundo ano, ele teve médias de 8,9 pontos e 7,8 rebotes. Em 19 de dezembro, Mamukelashvili registrou 23 pontos e 8 rebotes na vitória por 90-76 sobre Sacred Heart. Após sua segunda temporada, ele trabalhou com Pachulia em sua Academia em Tbilisi para expandir seu jogo e melhorar seu arremesso de três pontos.
Em 29 de novembro de 2019, Mamukelashvili registrou 18 pontos e 6 rebotes na vitória por 84-76 sobre Iowa State nas Bahamas. Em 8 de dezembro, ele fraturou o pulso direito em um jogo contra Iowa State e perdeu várias semanas. Em 29 de janeiro de 2020, ele voltou à quadra, jogando cinco minutos na vitória por 64-57 sobre DePaul. Em sua terceira temporada, Mamukelashvili teve médias de 11,9 pontos e 6.0 rebotes. Após a temporada, ele se declarou para o draft da NBA de 2020, mas não contratou um agente. Depois de receber o interesse da segunda rodada, Mamukelashvili anunciou em 1º de agosto que estava se retirando do draft e retornando para sua última temporada.
Entrando em sua última temporada, esperava-se que Mamukelashvili ajudasse a substituir o graduado Myles Powell. Em 11 de dezembro de 2020, ele registrou 32 pontos, 9 rebotes e 3 assistências na vitória por 77-68 contra St. John's. Em 16 de fevereiro de 2021, Mamukelashvili marcou seu milésimo ponto na carreira na vitória por 60-52 contra DePaul e terminou com 25 pontos, 11 rebotes e quatro assistências. Ele teve médias de 17,5 pontos, 7,6 rebotes e 3,2 assistências. No final da temporada, ele foi nomeado o Co-Jogador do Ano da Big East e ganhou o Prêmio Haggerty como o melhor jogador da área metropolitana de Nova York.

## Carreira profissional

### Milwaukee Bucks (2021–Presente)
Mamukelashvili foi selecionado pelo Indiana Pacers como a 54ª escolha geral do Draft da NBA de 2021. Ele foi negociado para o Milwaukee Bucks junto com Georgios Kalaitzakis, a 60ª escolha, e duas futuras escolhas de segunda rodada em troca de Isaiah Todd, a 31ª escolha.
Em 4 de agosto de 2021, os Bucks assinaram com ele um contrato de mão dupla. Sob os termos do acordo, ele dividiria o tempo entre os Bucks e seu afiliado na G-League, o Wisconsin Herd.
Em 19 de outubro de 2021, Mamukelashvili estreou na NBA e registrou uma assistência e um rebote na vitória por 127-104 sobre o Brooklyn Nets. Em 26 de outubro, ele foi designado para o Wisconsin Herd. Em 29 de novembro, enquanto jogava com o Herd, Mamukelashvili teve 28 pontos, seis rebotes, três assistências, três bloqueios e um roubo de bola na vitória contra o Windy City Bulls.

## Carreira na seleção
Em julho de 2018, Mamukelashvili representou a Seleção Georgiana nas Eliminatórias para a Copa do Mundo de 2019 e a equipe Sub-20 no EuroBasket Sub-20. Durante o EuroBasket, ele teve médias de 8,7 pontos, 7,0 rebotes e 1,7 assistências.

## Estatísticas da carreira

### NBA

#### Temporada regular
| Ano     | Equipe    | PJ | PT | MPJ | AP   | 3P   | LL   | RT  | AS | BR | TO | PPJ |
| ------- | --------- | -- | -- | --- | ---- | ---- | ---- | --- | -- | -- | -- | --- |
| 2021–22 | Milwaukee | 41 | 3  | 9.9 | .496 | .423 | .818 | 2.0 | .5 | .2 | .2 | 3.8 |

### Universitário
| Ano      | Equipe     | PJ  | PT | MPJ  | AP   | 3P   | LL   | RT  | AS  | BR  | TO  | PPJ  |
| -------- | ---------- | --- | -- | ---- | ---- | ---- | ---- | --- | --- | --- | --- | ---- |
| 2017–18  | Seton Hall | 34  | 0  | 9.6  | .471 | .296 | .600 | 1.9 | .5  | .2  | .5  | 2.6  |
| 2018–19  | Seton Hall | 34  | 34 | 29.2 | .437 | .301 | .612 | 7.8 | 1.6 | .6  | 1.2 | 8.9  |
| 2019–20  | Seton Hall | 20  | 18 | 26.1 | .540 | .434 | .658 | 6.0 | 1.4 | .5  | .6  | 11.9 |
| 2020–21  | Seton Hall | 27  | 27 | 35.6 | .434 | .336 | .714 | 7.6 | 3.2 | 1.1 | .6  | 17.5 |
| Carreira | Carreira   | 115 | 79 | 25.1 | .470 | .341 | .646 | 5.8 | 1.6 | .6  | .7  | 10.2 |

Fonte: